# MM Водолея
MM Водолея (лат. MM Aquarii), HD 213637 — одиночная переменная звезда в созвездии Водолея на расстоянии приблизительно 690 световых лет (около 211 парсеков) от Солнца. Видимая звёздная величина звезды — от +10,1m до +10,09m.

## Характеристики
MM Водолея — белая вращающаяся переменная звезда типа Альфы² Гончих Псов (ACVO) спектрального класса ApEuSrCr. Эффективная температура — около 6414 К.